# Ganq Ger (sockenhuvudort i Kina, Jilin Sheng, lat 46,21, long 123,67)
Ganq Ger (kinesiska: 嘎什根, 嘎什根乡) är en sockenhuvudort i Kina. Den ligger i provinsen Jilin, i den nordöstra delen av landet, omkring 280 kilometer nordväst om provinshuvudstaden Changchun. Antalet invånare är 22 044. Befolkningen består av 10 721 kvinnor och 11 323 män. Barn under 15 år utgör 14,0 %, vuxna 15-64 år 78 %, och äldre över 65 år 6,0 %.
Runt Ganq Ger är det ganska tätbefolkat, med 58 invånare per kvadratkilometer. Ganq Ger är det största samhället i trakten. Trakten runt Ganq Ger består till största delen av jordbruksmark.
Genomsnittlig årsnederbörd är 637 millimeter. Den regnigaste månaden är juli, med i genomsnitt 178 mm nederbörd, och den torraste är januari, med 3 mm nederbörd.